# Isolationism
Isolationism är ett begrepp inom utrikespolitiken och handelspolitiken med strävan att inom en nation undvika engagemang utanför de egna gränserna.

## Sammanfattning
Isolationism har varit ett återkommande tema i USA:s historia. Åsikterna fanns i president George Washingtons avskedstal. I sitt avskedstal hade president George Washington förespråkat icke-inblandning i europeiska krig och politik. Isolationism kom till uttryck i början av 1800-talet i Monroedoktrinen. Termen har oftast använts om den politiska atmosfären i USA på 1930-talet. Misslyckandet för president Woodrow Wilsons internationalism efter första världskriget, det liberala motståndet mot krig som ett politiskt instrument, och den stora depressionens ekonomiska verkningar var några av orsakerna till amerikanernas ovilja att agera mot fascismens tillväxt i Europa. Johnsonlagen och neutralitetslagen i USA uteslöt ekonomiskt eller militärt bistånd till länder inblandade i europeiska konflikter som eskalerade till andra världskriget. Britterna stärktes i sin eftergiftspolitik och bidrog till den franska handlingsförlamningen inför hotet från Nazityskland.
Isolationism är också en strategi i utrikespolitiken för icke-deltagande i allianser eller inblandning i andra nationers angelägenheter. Politiken förhindrade Woodrow Wilsons försök att ansluta USA till Nationernas förbund 1919 och 1920, och Franklin D. Roosevelts hjälp åt Storbritannien, Frankrike och Kina under andra världskriget, genom neutralitetslagarna 1935–1937. Dagens isolationister föredrar politiskt och militärt tillbakadragande från utländska baser, samt upprättandet av ett starkt militärt Amerika skyddat av ett modernt militärt system.

## Historia
Kombinationen av depressionen och de tragiska förlusterna under första världskriget drev opinionen och politiken mot isolationism. Isolationister förespråkade icke-inblandning i europeiska och asiatiska konflikter och en försiktig internationell politik. Förenta staterna fortsatte dock att skydda sina intressen i Latinamerika. Atlanten och Stilla Havet skärmade genom sin storlek av USA från Europa och Asien. Amerikanska dödsoffer under första världskriget ansågs inte motiverade och president Woodrow Wilsons ingripande i konflikten för att upprätthålla en fredlig världsordning misskrediterades.
Efter första världskriget skrevs en rapport av senator Gerald P. Nye, en republikan representerande North Dakota. Han hävdade att amerikanska bankirer och vapentillverkare hade drivit på för USA:s inblandning för sin egen vinning. 1934 publicerades Merchants of Death skriven av H.C. Engelbrecht och F.C. Hanighen.1935 kom ytterligare en bok War is a Racket av marinkårgeneralen Smedley D. Butler som var en beskrivning av det militärindustrilla komplexet. Många amerikaner blev övertygade om att inte göra så stora uppoffringar som i första världskriget igen.
Den global ekonomiska depressionen, och stora inhemska problem stärkte politiken att Förenta staterna skulle isolera sig från den politiska oron i Europa. Den amerikanska regeringen deltog eller ingrep inte i internationella frågor. Kongressen avvisade USA:s medlemskap i Nationernas förbund. Under 1930-talet visade sig Nationernas Förbund vara maktlöst inför de fascistiska staternas aggressionspolitik delvis som en följd av USA:s icke närvaro.
Den japanska invasionen av Manchuriet och försök att få kontroll över nordöstra Kina 1931 ledde president Herbert Hoover och hans utrikesminister Henry Stimson till att upprätta Stimsondoktrinen. USA skulle inte erkänna territorium som erhållits genom aggression och mot internationella avtal. Förenta staterna uttryckte oro utan att förbinda sig till konkreta motåtgärder. Andra konflikter som den italienska invasionen av Etiopien och spanska inbördeskriget, resulterade också i inga åtgärder från Förenta staternas regering.
President Franklin Delano Roosevelt såg det som en nödvändighet för USA att delta i internationella frågor, men styrkan av isolationistiska känslor i den amerikanska kongressen begränsade hans politik. 1933 föreslog president Roosevelt att han skulle få rätt att samråda vid internationella konflikter men förslaget mötte motstånd från isolationisterna i kongressen, som också innefattade progressiva politiker som Hiram Johnson från Kalifornien, William Borah från Idaho och Robert La Follette från Wisconsin. När konflikterna ökade i Europa på grund av Nazitysklands aggressiva politik drev kongressen igenom en rad neutralitetslagarför att förhindra att amerikanska fartyg och medborgare blev inblandade i yttre konflikter.
Isolationisterna var en blandad grupp av progressiva och konservativa, företagare och fredsaktivister och deras åsikter behärskade amerikansk politik under 1930-talet. Roosevelt fick acceptera de isolationistiska elementen i kongressen fram till 1937. 1937 höll Roosevelt ett tal mot internationell aggression, som jämfördes med en sjukdom och att andra nationer ibland måste sättas i karantän. Inte ens krigsutbrottet i Europa 1939 fick amerikanerna att vilja undvika internationella förvecklingar. Den allmänna opinionen slutade gynna fullständig neutralitet för att stödja ett begränsat amerikanskt bistånd till de allierade, men utan direkt inblandning i kriget. Japans attack mot Pearl Harbor i december 1941 övertygade slutligen majoriteten av amerikanerna om att USA borde ansluta till de allierades i kriget.